# Amos Mansdorf

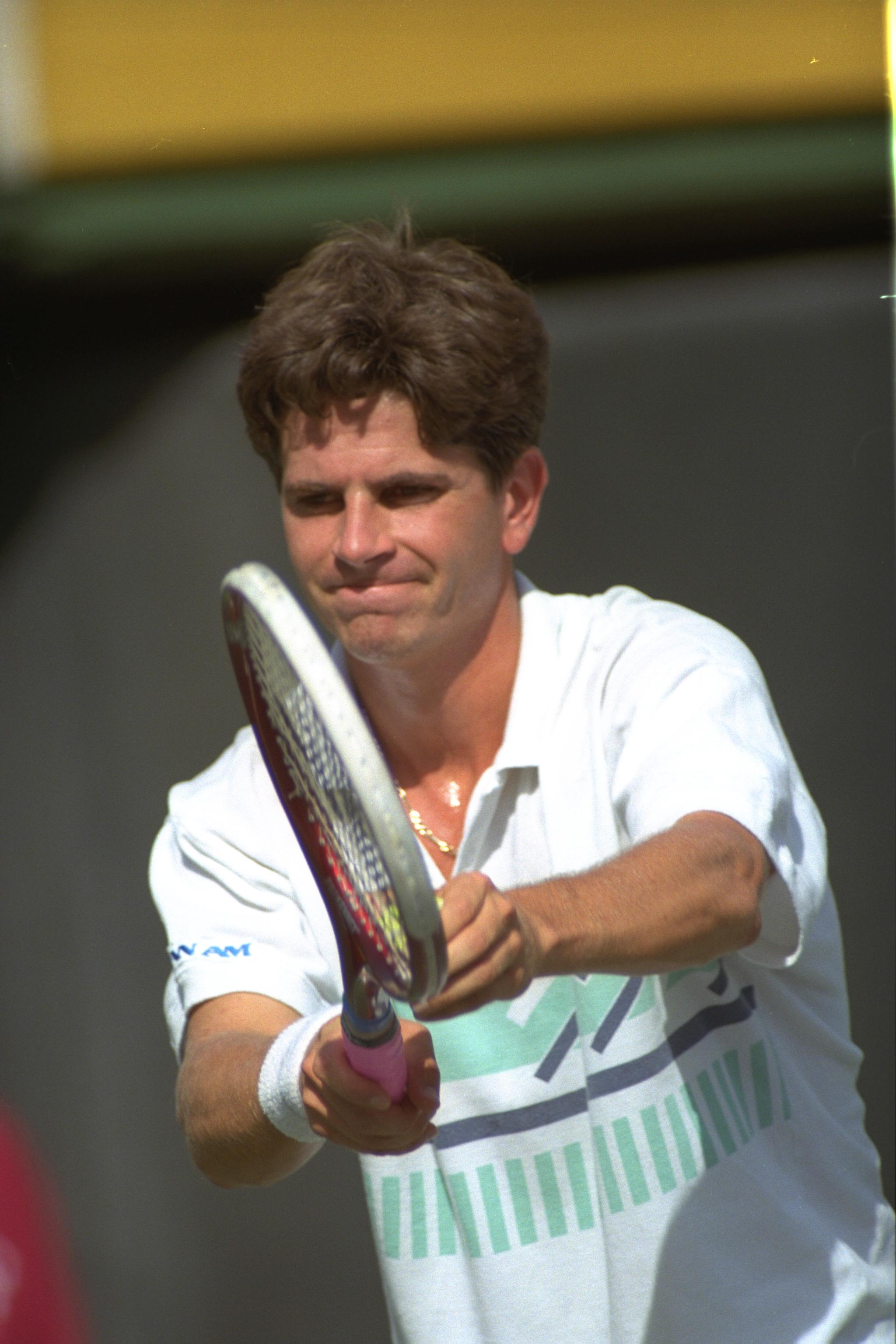
Amos Mansdorf

Amos Mansdorf, Hebreeuws: עמוס מנסדורף , (Tel Aviv, 20 oktober 1965) is een voormalig Israëlische proftennisser. In november 1987 was hij de nummer 18 van de wereld, de tot nog toe hoogste notering van een Israëlische tennisser op de wereldranglijst ooit.
Mansdorf speelde van 1983 tot en met 1994 proftennis. Hij heeft in deze periode in totaal 304 van de 535 wedstrijden gewonnen en heeft $2.412.691 bij elkaar gespeeld. In het dubbelspel behaalde hij op 19 mei 1986 zijn beste notering als nummer 67 op de wereldranglijst.
In totaal heeft Mansdorf 6 toernooien gewonnen, te weten de kampioenschappen in Johannesburg (1986), Ramat Hasjaron (1987), Auckland (1988), Parijs (1988), Rosmalen (1990) en zijn laatste titel in 1993 in Washington, waarin hij de toenmalige nummer 11 van de wererld, Petr Korda in de finale wist te verslaan.
Mansdorf was tien jaar onderdeel van het Israëlische Davis Cup-team (22 gewonnen wedstrijden). Ook vertegenwoordigde hij Israël tijdens de Olympische Spelen 1988 waar hij zich onder de laatste 16 schaarde, maar in de derde ronde verloor.
Zijn beste prestatie op een Grand Slam was het bereiken van de kwartfinale van de Australian Open in 1992 waarin hij van de latere winnaar Jim Courier verloor.
Tussen 2000 en 2004 was hij Davis Cup-captain van Israël.

## Prestatietabel
| Legenda | Legenda                          |
| ------- | -------------------------------- |
| g.t.    | geen toernooi gehouden           |
| l.c.    | lagere categorie                 |
| –       | niet deelgenomen                 |
| G       | uitgeschakeld in de groepsfase   |
| 1R      | uitgeschakeld in de eerste ronde |
| 2R      | uitgeschakeld in de tweede ronde |
| 3R      | uitgeschakeld in de derde ronde  |
| 4R      | uitgeschakeld in de vierde ronde |
| KF      | uitgeschakeld in de kwartfinale  |
| HF      | uitgeschakeld in de halve finale |
| F       | de finale verloren               |
| W       | het toernooi gewonnen            |
| w-v     | winst/verlies-balans             |

### Prestatietabel grand slam, enkelspel
| Toernooi        | 1985 | 1986 | 1987 | 1988 | 1989 | 1990 | 1991 | 1992 | 1993 | 1994 |
| --------------- | ---- | ---- | ---- | ---- | ---- | ---- | ---- | ---- | ---- | ---- |
| Australian Open | 2R   | –    | 2R   | 1R   | 4R   | 1R   | 2R   | KF   | 3R   | 2R   |
| Roland Garros   | –    | 2R   | 1R   | 1R   | –    | 3R   | –    | 1R   | –    | 1R   |
| Wimbledon       | –    | 3R   | 2R   | 2R   | 4R   | 3R   | 1R   | 2R   | 2R   | 3R   |
| US Open         | 2R   | 3R   | 3R   | 1R   | 3R   | 4R   | 1R   | 1R   | 3R   | 2R   |

### Prestatietabel grand slam, dubbelspel
| Toernooi        | 1984 | 1985 | 1986 | 1987 | 1988 | 1989 | 1990 |
| --------------- | ---- | ---- | ---- | ---- | ---- | ---- | ---- |
| Australian Open | –    | 3R   | –    | 2R   | 1R   | 1R   | 1R   |
| Roland Garros   | –    | –    | 1R   | –    | 3R   | –    | –    |
| Wimbledon       | 1R   | –    | 1R   | 2R   | –    | –    | –    |
| US Open         | –    | –    | 1R   | 1R   | 1R   | –    | –    |